# Florencio Sánchez (ville)
Florencio Sánchez est une ville de l'Uruguay située dans le département de Colonia. Sa population est de 3 526 habitants.
Elle est l'une des villes les plus importantes du département.

## Histoire
La ville a été fondée en hommage à l'écrivain et homme politique uruguayen Florencio Sánchez.

## Population
| Année | Population |
| ----- | ---------- |
| 1963  | 1.576      |
| 1975  | 1.887      |
| 1985  | 2.562      |
| 1996  | 3.038      |
| 2004  | 3.526      |

Référence,: